# Saint-Georges (Écaillon)
Der Saint-Georges (französisch: Ruisseau Saint-Georges) ist ein kleiner Fluss in Frankreich, der im Département Nord in der Region Hauts-de-France verläuft.
Er entspringt unter dem Namen Ruisseau des Éclusettes im Gemeindegebiet vom Locquignol, im Staatsforst Forêt Domaniale de Mormal, entwässert generell Richtung Nordwest durch den Regionalen Naturpark Avesnois mündet nach rund 19 Kilometern im Gemeindegebiet von Bermerain als linker Nebenfluss in den Écaillon.

## Orte am Fluss
(Reihenfolge in Fließrichtung)
- Hecq
- Englefontaine
- Poix-du-Nord
- Neuville-en-Avesnois
- Salesches
- Escarmain
- Capelle
- Bermerain